# 莫妮卡·张
莫妮卡·张-弗瑞（英語：Monica Chang-Fury）是漫威漫画所出版漫画中的虚构角色。在终极漫威宇宙中，她曾经嫁给尼克·弗瑞。 同时，莫妮卡还曾出任漫威宇宙的间谍机构——神盾局的局长；她是出任该机构局长的四名女性之一。

## 角色简介
莫妮卡·张是终极漫威系列作品中第二个使用“黑寡妇”作为代号的角色，她于《终极漫画：复仇者联盟》第3期中首次亮相。
她招募了惩罚者， 但随后她就被转移到了“新终极战队（New Ultimates）”。 在尼克·弗瑞重返神盾局并再次担任局长后，他重组了终极战队并促使莫妮卡重新加入；同时，莫妮卡及她和弗瑞的儿子——尤里乌斯·张一起搬到了三曲翼总部。 然后，她成为了神盾局局长。
在“全新终极宇宙（All-New Ultimates）”最终系列里，莫妮卡在抓获交叉骨后就将自己的身份透露给了洁西卡·德鲁。  后来在与联邦调查局的合作中，莫妮卡被绿魔所杀害。